# Gelis napocai
Gelis napocai là một loài tò vò trong họ Ichneumonidae.